# Tatort: Wir – Ihr – Sie
Wir – Ihr – Sie ist ein Fernsehfilm aus der Krimireihe Tatort, der erstmals am 5. Juni 2016 ausgestrahlt und im Auftrag des RBB produziert wurde. Es ist die 989. Folge der Reihe und der dritte Fall des Berliner Ermittlerteams Rubin und Karow.

## Handlung
Ein schwarzer Jeep überfährt im Parkhaus eines Shopping-Centers eine Frau, die gerade ihre Einkäufe ins Auto geladen hat. Die Tat wird von Überwachungskameras gefilmt, aber Fahrer und Tathergang sind nicht zu erkennen. Nina Rubins und Robert Karows Ermittlungen richten sich zuerst gegen Birgit Hahne – sie ist die Halterin des älteren Jeep Cherokee und eine ehemalige Freundin des Opfers Katharina Werner.
Zur Tatzeit haben sich außerdem die drei Mädchen Louisa, Paula und Charlotte im Parkhaus aufgehalten; sie sind Schulkameradinnen von Katharina Werners Sohn Ben.
Rubin und Karow nehmen die Mädchen fest, als diese versuchen, den Jeep zu beseitigen. Sie versuchen, sich gegenseitig zu decken, indem sie alle gestehen, den Jeep gesteuert zu haben. Als die Situation im Parkhaus mit den Verdächtigen nachgestellt wird, belasten Louisa und Charlotte schließlich Paula, den Wagen gefahren zu haben.

## Hintergrund
Der Film wurde vom 12. Oktober 2015 bis zum 13. November 2015 in Berlin gedreht. Die Premiere fand am 18. Mai 2016 vor geladenen Gästen im Kino Filmkunst 66 in Berlin statt.
Die Erzählung der horizontalen Geschichte um Kommissar Karow und dessen Vergangenheit wird in dieser Episode ausgesetzt. Sie setzt erst in Tatort: Dunkelfeld wieder ein und kommt dort auch zum Abschluss.

## Rezeption

### Kritiken
„Ach wären die Verdächtigen im aktuellen Fall doch nur halb so interessant wie die Kommissare! In deren Visier geraten drei Mädchen, nachdem eine junge Familienmutter in der Tiefgarage eines Einkaufszentrums von einem Jeep mit getönten Scheiben totgefahren wurde. Der Fall wirkt konstruiert, die Dynamik innerhalb des Mädchentrios bleibt diffus, ihre Smartphone-Manie das reine Klischee.“

„‚Wir – Ihr – Sie‘ ist hart und klug gemacht, erinnert in der Art des Erzählens bisweilen an die ZDF-Serie ‚KDD‘ und ist dazu weder selbstverliebt überkomplex angelegt noch allzu vorausschaubar gestaltet: ein ‚Tatort‘ auf der Höhe der Zeit.“

### Einschaltquote
Die Erstausstrahlung von Wir – Ihr – Sie am 5. Juni 2016 wurde in Deutschland von 8,10 Millionen Zuschauern gesehen und erreichte einen Marktanteil von 25,0 % für Das Erste.